# 周夷王攻太原戎之戰
周夷王攻太原戎之戰是指發生於前885年至前878年（按夏商周斷代工程把周夷王在位時間定為前885年—前878年）周天子周夷王征討於太原戎的戰爭。
太原戎是指周穆王於攻打犬戎之戰後下令遷居至太原的犬戎部落。
周夷王在位期間，周朝已日漸衰弱，太原戎不服王命、常來侵擾周朝。夷王八年（前879年），周夷王命虢季子白率領六師攻伐太原戎，一直打到俞泉，獲得馬千匹。這是夷王征伐西北邊境的一次重大勝利。